# Saarbrücken
Saarbrücken, és la capital del Land (l'estat federat alemany) de Saarland. Es troba al sud de la República Federal d'Alemanya, molt pròxima a la frontera francesa i de Luxemburg, i és travessada pel riu Saar. Precisament a causa d'aquesta proximitat amb França i les seves relacions al llarg de la història, actualment manté unes relacions estretes amb l'altra banda de la frontera: hi ha una mena d'"Eurozona" entre Forbach i Saarbrücken, i el TER (Tren Exprés Regional) de Metz a Saarbrücken ha estat cofinançat pel departament francès de la Mosel·la i el govern de Saarland.
Actualment la ciutat té uns 209.000 habitants. Als afores acull la seu de la Universitat de Saarland (Universität des Saarlands). També disposa d'un aeroport: l'Aeroport de Saarbrücken-Ensheim (SCN).
Entre els monuments de la ciutat hi ha el pont de pedra sobre el riu Saar (1546), l'església gòtica de St Arnual, el Saarbrücker Schloss (castell del segle xviii) i la part vella de la ciutat, especialment la plaça del mercat St. Johanner Markt.

## Història
La regió del Saar va ser incorporada a l'Imperi Romà durant el segle i aC, i posteriorment estigué sota el domini dels francs. L'any 925 esdevingué part del Sacre Imperi Romanogermànic. Des de 1381 al 1793 els comtes de Nassau-Saarbrücken foren la principal autoritat local. Tanmateix la regió estigué sota el control francès durant el segle xvi i va ser incorporada a França a la dècada de 1680. França va veure's obligada a abandonar la Saar en 1697, però des de 1793 a 1815 va recuperar el control de la regió. El 1815, Saarbrücken passa a estar sota control prussià. Durant el segle xix els importants recursos de carbó i ferro existents a la zona van portar una gran activitat econòmica a la ciutat. La regió va esdevenir una gran productora de l'acer que la Revolució Industrial necessitava.
Després de la Primera Guerra Mundial (1919), la regió de la Saar va ser administrada per la Societat de Nacions (SDN) sota control francès. El 1935, la població es va pronunciar a favor de tornar a formar part d'Alemanya.
Totalment destruïda durant la Segona Guerra Mundial, Saarbrücken va ser reconstruïda. Com tota la regió, va estar a la zona d'ocupació francesa des del final de la guerra (1945). Després d'un segon referèndum, el 1956 es va incorporar a la República Federal d'Alemanya (RFA) el 1957.

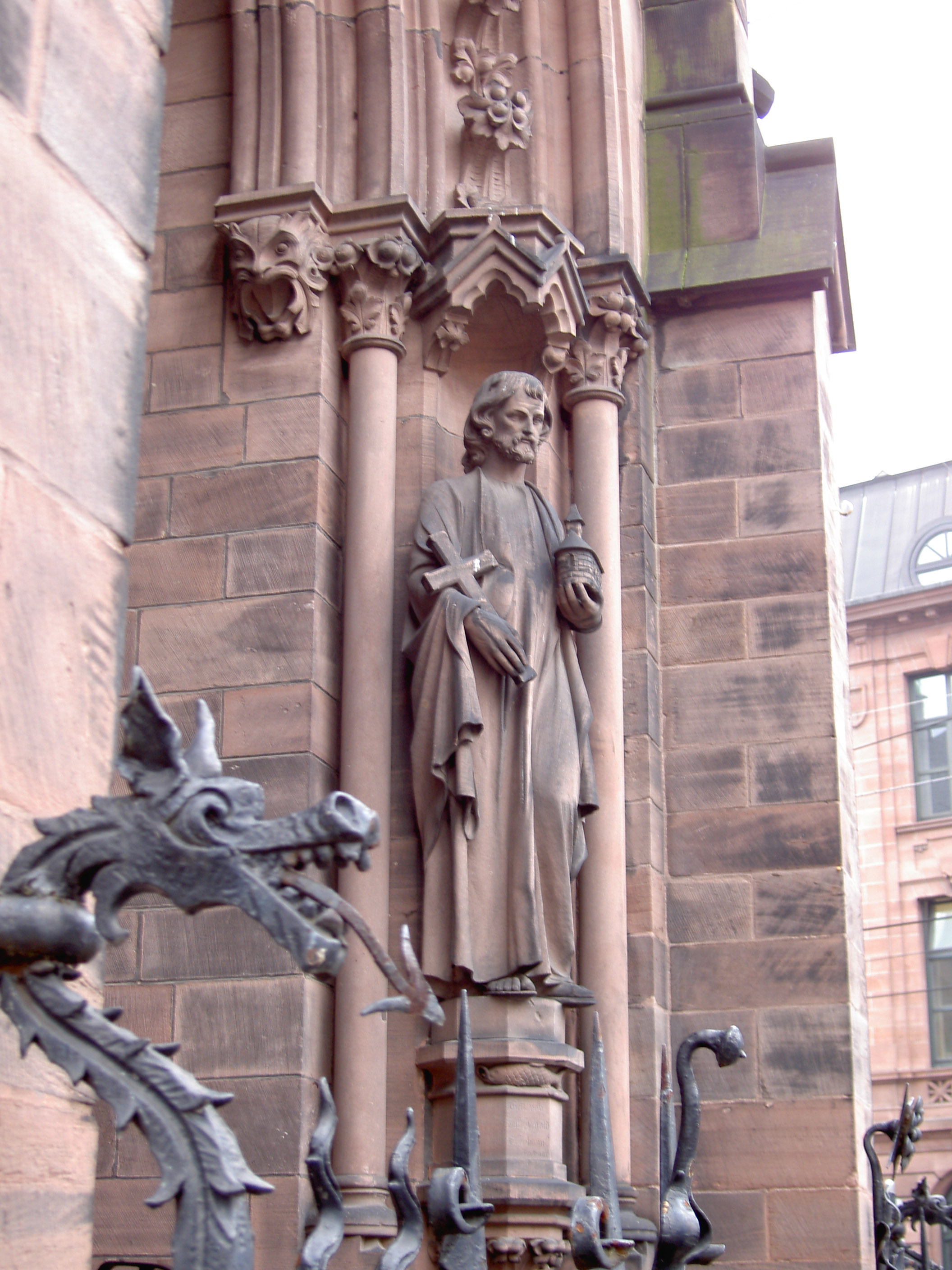
Entrada a l'església de St. Joan (Johanniskirche)

## Ciutats agermanades
- Nantes (França), des de 1965
- Tbilisi (Geòrgia), des de 1975
- Cottbus (Alemanya), des de 1987